# پایگاه هوایی مثنی
پایگاه هوایی مثنی پایگاه سابق نیروی هوایی عراق در استان بغداد عراق است. این پایگاه، در جنگ عراق در سال ۲۰۰۳ توسط نیروهای ائتلاف تصرف شد.

## بررسی اجمالی
این پایگاه دارای یک باند پرواز آسفالته/بتنی ۳۰۰۰ متری بود که در یک منطقه صنعتی/مسکونی توسعه‌یافته قرار داشت.
این پایگاه یکی از چندین پایگاه نیروی هوایی عراق بود که در اواسط دهه ۱۹۷۰ تحت پروژه «اَبَرپایگاه‌ها» با توجه به تجربیات جنگ‌های اسرائیل و اعراب در ۱۹۶۷ و ۱۹۷۳ آماده شد.
این میدان هوایی، بسیار مهم بود و مقر بخش مرکزی (یا واحد اول) پدافند هوایی عراق در آن‌جا قرار داشت. مثنی همچنین پایگاه اصلی اسکادران شماره ۳۱ حمل و نقل و ترابری نیروی هوایی عراق بود که مجهز به هواپیماهای ترابری مختلف بود.
در ۱۹۹۱ تعدادی از هواپیماهای میگ-۲۹ اسکادران ۵ نیروی هوایی عراق در این پایگاه مستقر بود.
مثنی یکی از پایگاه‌های هوایی بمباران شده در عملیات کمان ۹۹ بود که توسط نیروی هوایی ایران، یک روز پس از حمله عراق به ایران و آغاز جنگ ایران و عراق در دهه ۱۹۸۰ اجرا شد.
در سال ۱۹۹۱ و طی جنگ خلیج فارس، مقر حزب بعث در این پایگاه با ۲۸ بمب، مقر نیروی هوایی عراق با ۱۷ بمب، و بخش فرودگاهی مثنی نیز با ۲۵ بمب مورد اصابت قرار گرفت. خسارت‌های این بمباران آن‌چنان زیاد بود که این پایگاه فعال و مهم، به کلی متروکه و رها شد.
پس از تهاجم به عراق در سال ۲۰۰۳، این پایگاه به عنوان پایگاه عملیات خط مقدم توسط نیروی زمینی ایالات متحده آمریکا مورد استفاده قرار گرفت.